# Xyrichtys martinicensis
Xyrichtys martinicensis е вид бодлоперка от семейство Labridae. Видът не е застрашен от изчезване.

## Разпространение и местообитание
Разпространен е в Американски Вирджински острови, Ангуила, Антигуа и Барбуда, Барбадос, Бахамски острови, Белиз, Бермудски острови, Бонер, Бразилия, Британски Вирджински острови, Венецуела, Гватемала, Гвиана, Доминика, Доминиканска република, Колумбия, Коста Рика, Куба, Кюрасао, Мартиника, Мексико, Никарагуа, Панама, Пуерто Рико, Саба, САЩ, Свети Мартин, Сейнт Винсент и Гренадини, Сейнт Китс и Невис, Сейнт Лусия, Сен Естатиус, Синт Мартен, Суринам, Хондурас и Ямайка.
Обитава пясъчните дъна на морета, заливи и рифове. Среща се на дълбочина от 2 до 114 m, при температура на водата от 19,7 до 27,4 °C и соленост 35,4 – 36,2 ‰.

## Описание
На дължина достигат до 15 cm.